# Zollhaussiedlung (Barwedel)

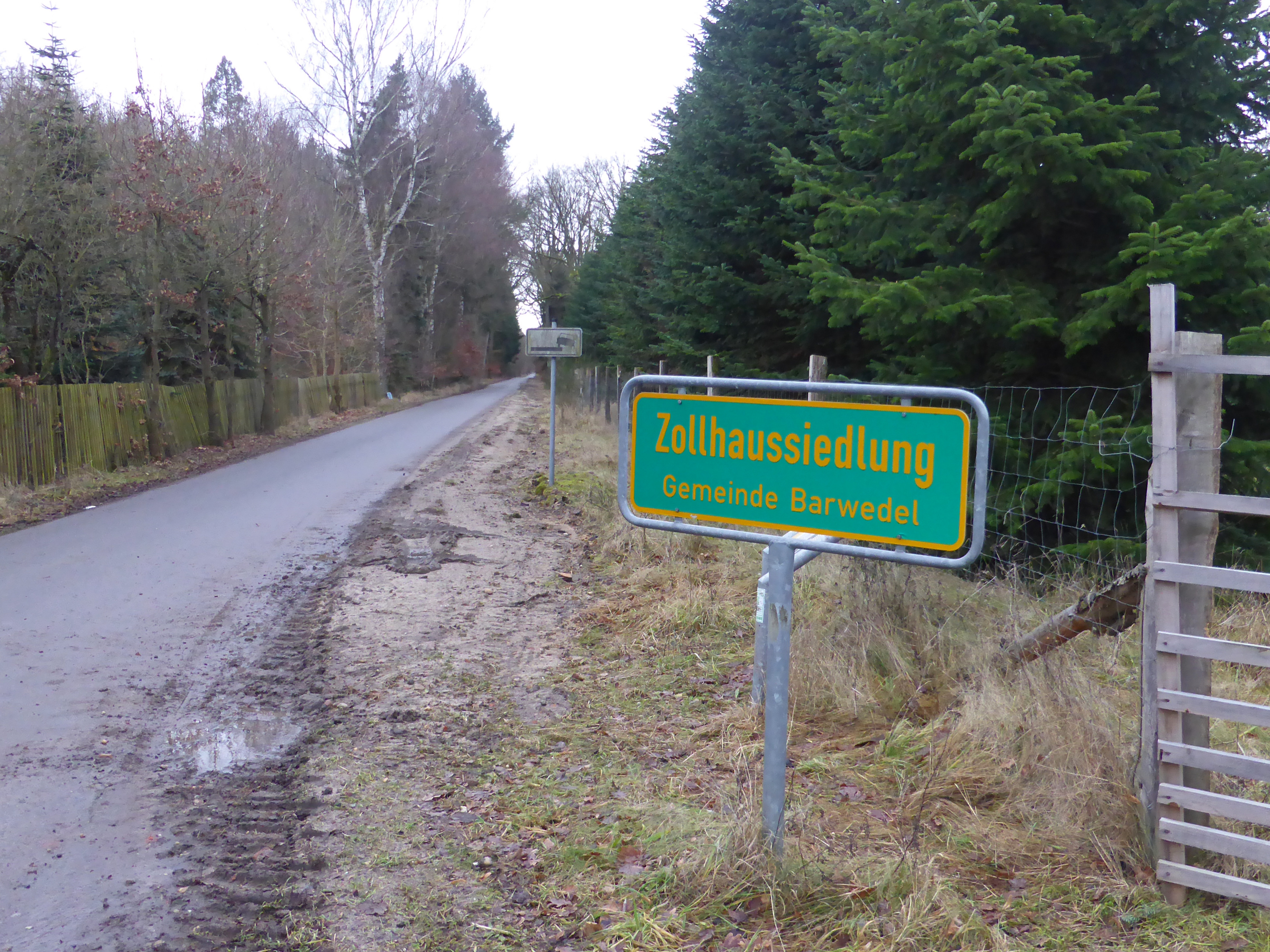
Zufahrt zur Zollhaussiedlung

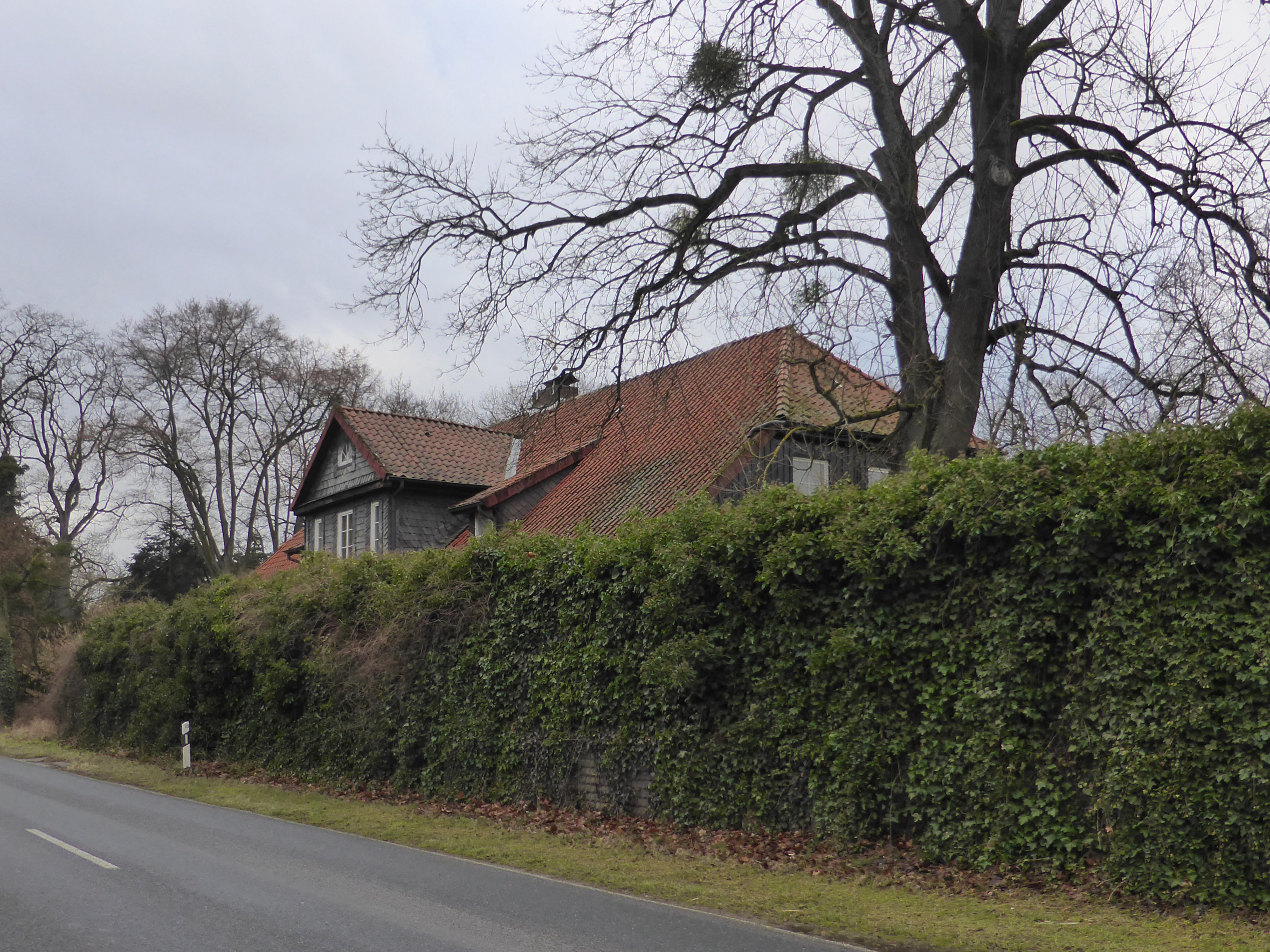
Forsthaus „Zollhaus“

Die Zollhaussiedlung ist ein Wohnplatz von Barwedel, einer Gemeinde im Landkreis Gifhorn in Niedersachsen.

## Geographie und Verkehrsanbindung
Die Zollhaussiedlung befindet sich im Nordwesten der Gemarkung Barwedel, das Forsthaus Zollhaus steht dagegen in der Gemarkung Ehra-Lessien. Im Norden der Zollhaussiedlung befindet sich das ausgedehnte Waldgebiet Bockling, das sich früher im Besitz des auf der Wolfsburg ansässigen Adelsgeschlechts von Bartensleben und nach deren Aussterben bis 1980 im Besitz des Adelsgeschlechts von der Schulenburg befand.
Die einzige zur Zollhaussiedlung führende Straße zweigt zwischen Grußendorf und Lessien am Forsthaus Zollhaus von der Landesstraße 289 ab. Linienbusse der Verkehrsgesellschaft Landkreis Gifhorn fahren von der Haltestelle „Grußendorf Zollhaus“ bis nach Brome und Gifhorn. Das Forsthaus Zollhaus ist eine Station des Sassenburger Geschichtspfades.

## Geschichte
Das Zollhaus stand ursprünglich nördlich der damaligen Ortslage von Lessien. Es ist auf einer Karte aus der Mitte des 17. Jahrhunderts bereits verzeichnet. Zu der Zeit, als Ehra und Lessien im brandenburgischen Besitz waren und das Gebiet nördlich und westlich davon lüneburgischer Besitz war, wurde hier Zoll erhoben.
Nachdem es im Laufe der Zeit mehrmals zu Grenzstreitigkeiten gekommen war, einigten sich Georg Wilhelm, Fürst des Fürstentums Lüneburg, und Friedrich III., Kurfürst von Brandenburg, 1692 mit dem Vertrag von Wallstawe auf einen Gebietstausch, mit dem unter anderem Ehra, Lessien und das Zollhaus zum Fürstentum Lüneburg kamen. Damit waren die um das Zollhaus herum liegenden Ortschaften im Fürstentum Lüneburg vereint und das Zollhaus verlor seine Funktion, es wurde nun mit einem Förster besetzt.
1860 wurde das ehemalige Zollhaus, das inzwischen zu einem Forsthaus geworden war, niedergelegt und an seinem heutigen Standort neu errichtet.
Zum 1885 gegründeten Kreis Isenhagen gehörte Zollhaus als Gutsbezirk, der im Jahre 1910 71 Einwohner hatte. Ende der 1920er Jahre erfolgte im Zuge der preußischen Gebietsreform die Auflösung des Gutsbezirks Zollhaus.
Die evangelisch-lutherischen Einwohner des Gutsbezirkes Zollhaus gehörten zur Kirchengemeinde Jembke, bis sie Anfang des 20. Jahrhunderts zur neugegründeten Kirchengemeinde Ehra umgepfarrt wurden.
Bis in die 1970er Jahre diente das Forsthaus Zollhaus als Forstdienststelle der Gräfl. v. d. Schulenburg´schen Försterei, mit dem 1980 erfolgten Verkauf des Forstreviers Bockling durch die Familie von der Schulenburg kam das Haus in Privatbesitz.
Nach dem ehemaligen Zollhaus wurde die nach 1945 entstandene Siedlung Zollhaussiedlung genannt.